# جدیده یابوس
جدیده یابوس (به عربی: جدیدة یابوس) یک روستا در سوریه است که در استان ریف دمشق واقع شده‌است. جدیده یابوس ۹۹۴ نفر جمعیت دارد.